# T–60
A T–60 egy szovjet könnyű felderítő harckocsi, melyet 1941-1942-ig gyártottak, több mint 6292 db példányban. A típus a T–38 kétéltű felderítő harckocsit váltotta fel.

## Története
A moszkvai 37. Gyár tervezőmérnökének, Nyikolaj Asztrov tervezőnek csapatát bízták meg szárazföldi és kétéltű felderítő harckocsik tervezésével 1938-ban. Ők készítették a T–30A és a T–30B prototípusokat, valamint a T–40 kétéltű harckocsit 1940-től. Ez vezetett a T–40SZ (szuhoputnij, szárazföldi) változathoz, egy nehezebb harckocsi prototípushoz, amit a gyártáshoz túl bonyolultnak találtak. A T–30B prototípust T–40 alvázzal, de egyszerűsített szerkezettel és nehezebb  páncélzattal, T–60 felderítő harckocsi néven fogadták el. 1941 júliusában, a Barbarossa hadművelet után elkezdték a sorozatgyártását.
Először 12,7 mm-es géppuskával tervezték, mint a T–40-et, de később a fegyverzetét egy 20 mm-es TNSh lövegre cserélték. Így már képes volt 500 m-ről átütni egy 15 mm vastag páncélt merőleges irányból, azonban még ez is elégtelennek bizonyult az újabb német harckocsik páncélzata ellen. Kísérletek folytak a 37 mm-es ZIS–19-es ágyúval felfegyverzésre, de felhagytak vele az elegendő szovjet 37 mm-es lőszer híján.
A T–60 harckocsit a T–90 légvédelmi harckocsi tervezésénél is felhasználták, Ezt majd T–70-e könnyű harckocsi alvázára váltottak, végül azonban törölték sorozatgyártás nélkül.

## Sikló harckocsi

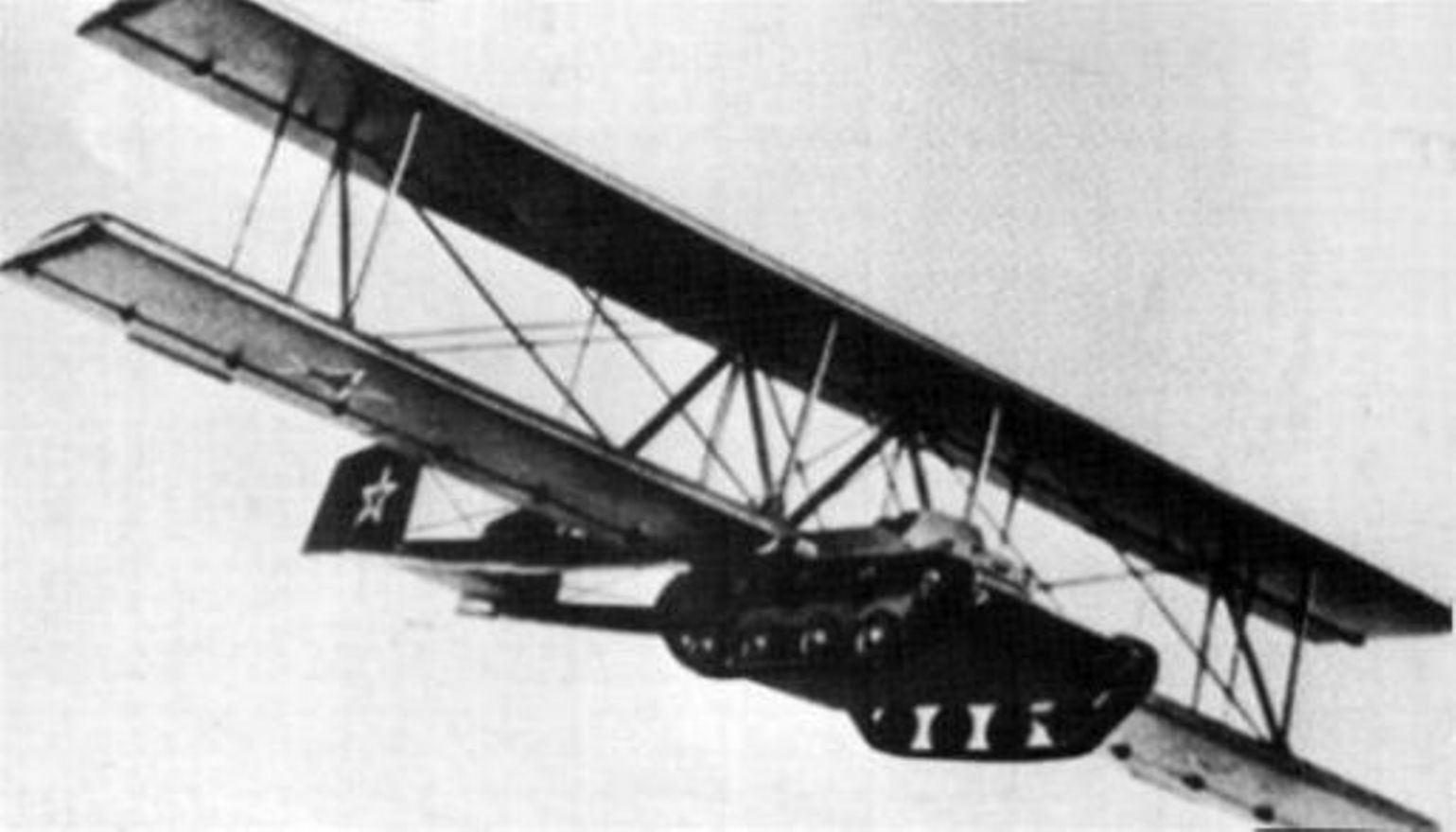
A–40

Egy T–60-at alakítottak át 1942-ben vitorlázó kivitelűre. Úgy tervezték, hogy egy Pe–8 vagy TB–3 nehézbombázóval vontatható könnyű páncélosa legyen a partizán erőknek. Egy könnyített harckocsit használtak lőszer és fegyverzet nélkül, nagyon kevés üzemanyaggal. A módosítások ellenére a TB–3 bombázó hagyta a sikló harckocsit a gyenge aerodinamikája miatt kényszer leszállni, csak hogy a törést elkerülje. A T–60 a tervek szerint egy reptér melletti mezőn landolt és a szárnyak és a farok ledobása után visszatért a bázisára. A vontatáshoz elég erős repülőgépek hiányában a projektet törölték és soha nem folytatták.

## Román TACAM T–60
A románok 34 elfoglalt T–60 harckocsit 1943-ban átalakítottak TACAM T–60 harckocsi-elhárítóra. A többségét a szovjetek elkobozták, miután Románia átállt a szövetségesekhez 1944 augusztusában.

## Galéria

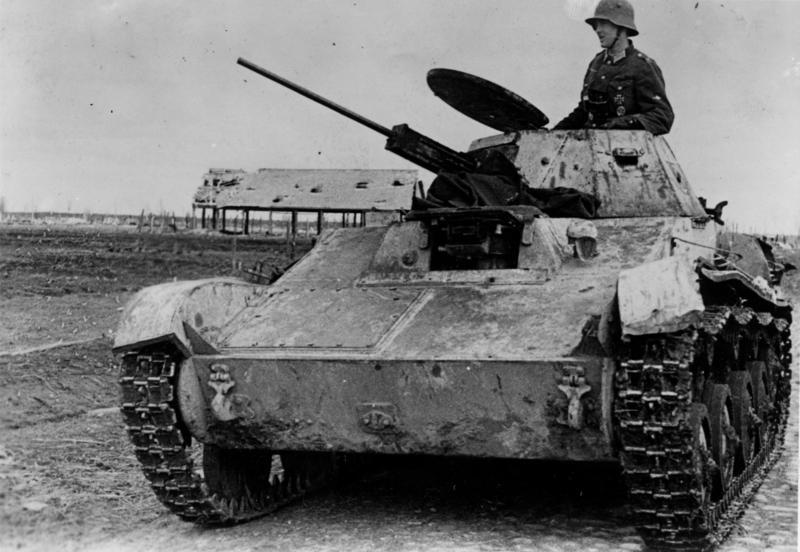
Zsákmányolt T-60 harckocsi, amelyet a német hadsereg használt a keleti fronton 1942-ben.
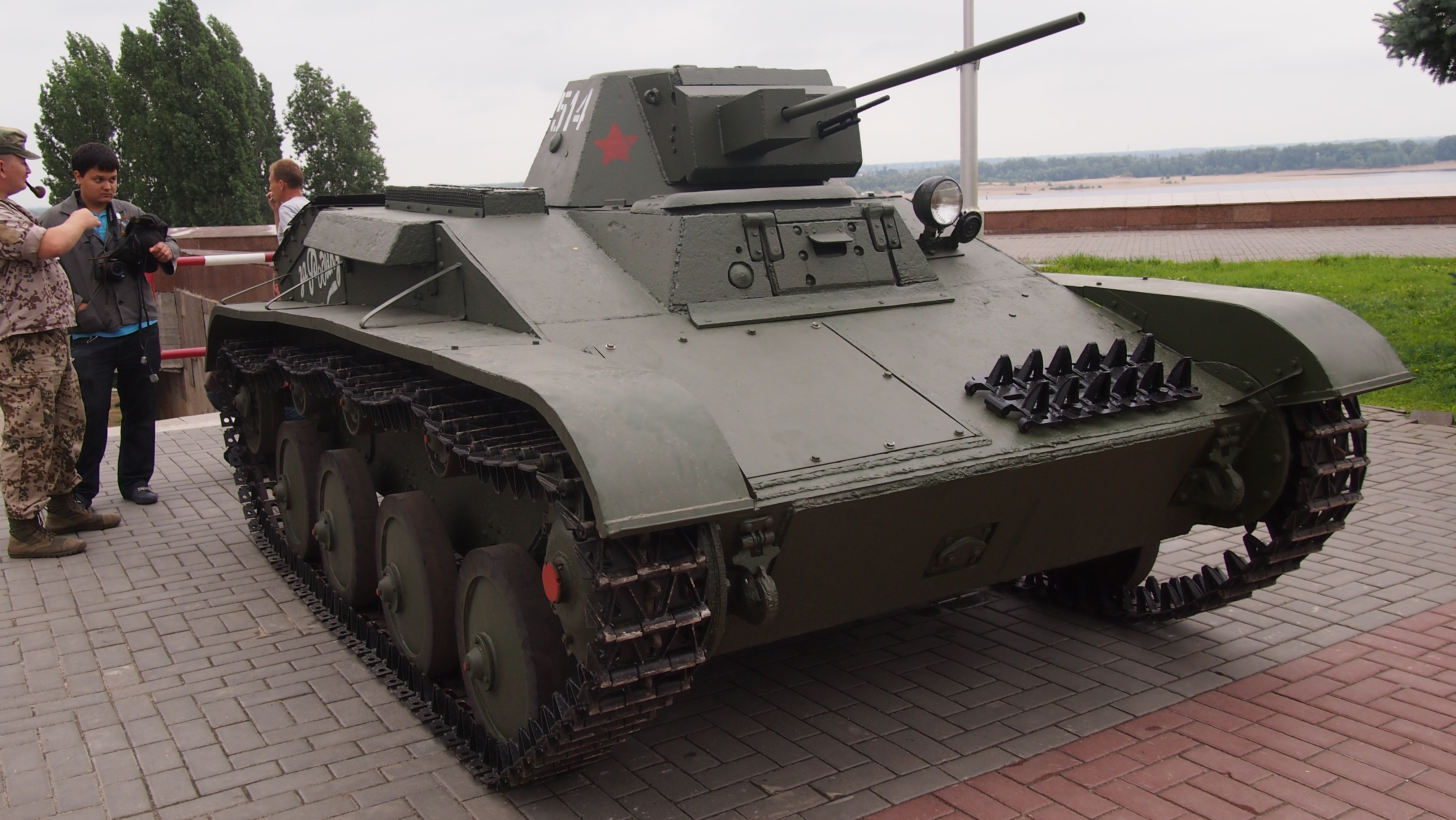
T-60-as tank.
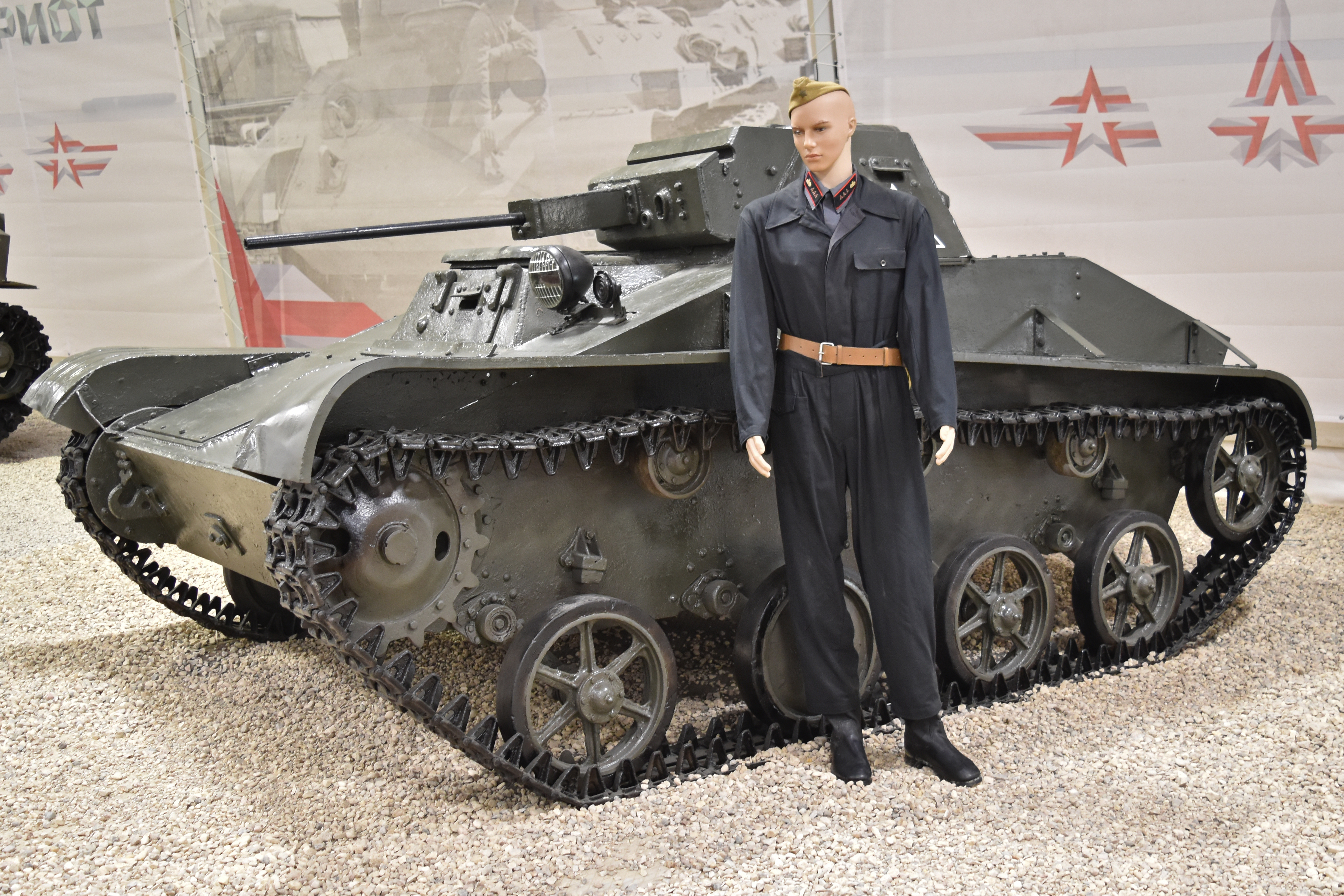
t-60-as harckocsi a kubinkai múzeumban.

## Lásd még
- Panzerkampfwagen I
- Fiat L6/40
- 38M Toldi I

## Fordítás
- Ez a szócikk részben vagy egészben  a   T-60 című angol Wikipédia-szócikk fordításán alapul.  Az eredeti cikk szerkesztőit annak laptörténete sorolja fel. Ez a jelzés csupán a megfogalmazás eredetét és a szerzői jogokat jelzi, nem szolgál a cikkben szereplő információk forrásmegjelöléseként.